# Kharg
Kharg (persiska: خارگ), eller Khark (خارک), är en ort i Iran på ön Kharg i Persiska viken. Kharg ligger 9 meter över havet och antalet invånare är 8 196.
Terrängen runt Kharg är platt.  Det finns inga andra samhällen i närheten. 